# Wołodymyr Wjatrowycz

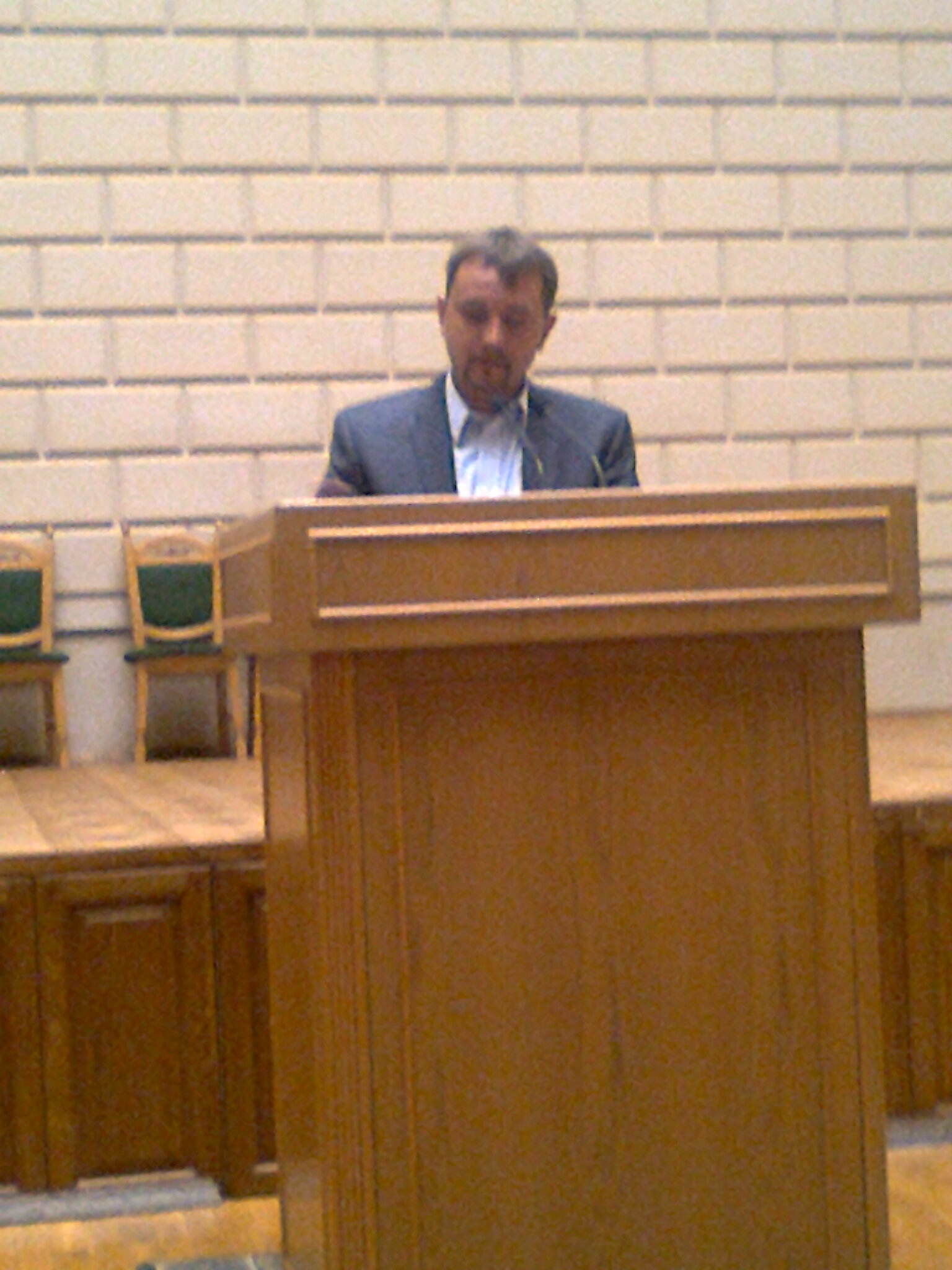
Wołodymyr Wjatrowycz podczas wykładu

Wołodymyr Mychajłowycz Wjatrowycz (ukr. Володимир Михайлович В'ятрович; ur. 7 czerwca 1977 we Lwowie) – ukraiński historyk i polityk. Kandydat nauk, specjalizujący się w badaniach ukraińskiego ruchu niepodległościowego. W latach 2014–2019 prezes Ukraińskiego Instytutu Pamięci Narodowej. Deputowany do Rady Najwyższej Ukrainy IX kadencji.
Wołodymyr Wjatrowycz jest postrzegany jako postać kontrowersyjna zarówno na Ukrainie, jak i za granicą. Oskarżano go o wybielanie historii Ukrainy, marginalizowanie lub ignorowanie faktów świadczących o zaangażowaniu ukraińskich nacjonalistów w ludobójstwo na ludności polskiej i żydowskiej, a także współpracę z niemieckimi okupantami w czasie II wojny światowej oraz promowanie praw ograniczających wolność słowa i swobodę badań naukowych.

## Życiorys
W latach 1994–1999 studiował na Wydziale Historycznym Uniwersytetu Lwowskiego. Od listopada 2002 do marca 2008 był dyrektorem Centrum Badań Ruchu Wyzwoleńczego we Lwowie, następnie został szefem rady naukowej tej instytucji. W latach 2008–2010 dyrektor Archiwum Służby Bezpieczeństwa Ukrainy. Od października 2009 członek rady nadzorczej Muzeum Pamięci Narodowej „Więzienie przy Łąckiego” we Lwowie. W latach 2010–2011 pracował w Ukraińskim Instytucie Naukowym Uniwersytetu Harvarda. W latach 2014–2019 prezes Ukraińskiego Instytutu Pamięci Narodowej.
W wyborach parlamentarnych w 2019 z ramienia Europejskiej Solidarności bez powodzenia ubiegał się o mandat deputowanego do Rady Najwyższej Ukrainy. Kilka miesięcy później zastąpił w Radzie Najwyższej Irynę Łucenko, która zrzekła się mandatu (Wjatrowycz został zaprzysiężony 3 grudnia 2019).

## Publikacje
Monografie
- Сотенний „Бурлака” (2000)
- Рейди УПА теренами Чехословаччини (Lwów, 2001)
- Армія безсмертних. Повстанські світлини (Lwów, 2002)
- Ставлення ОУН до євреїв: формування позиції на тлі катастрофи (Lwów, 2006)
- Польсько-українські стосунки в 1942–1947 роках у документах ОУН та УПА (redakcja) (Lwów, 2011)
- Друга польсько-українська війна. 1942–1947 (Kijów, 2011; оновлене видання: 2012)
- Історія з грифом „Секретно” (Kijów, 2011)
- Історія з грифом „Секретно”: Нові сюжети (Kijów, 2012)

Prace zbiorowe
- В. В’ятрович, Р. Грицьків, І. Дерев’яний, Р. Забілий, А. Сова, П. Содоль. Українська Повстанська Армія: історія нескорених (Lwów 2008) (wersja elektroniczna)

Publikacje w języku polskim
- Druga wojna polsko-ukraińska 1942–1947, z ukr. przeł. Mirosław Iwanek, Warszawa: Archiwum Ukraińskie & MAG 2013.

## Odznaczenia i nagrody
- Krzyż Iwana Mazepy (2009)[11]
- Nagroda im. Wasyla Stusa (2012)[12]

## Krytyka
Wołodymyr Wjatrowycz został uznany przez Pera Andersa Rudlinga i Grzegorza Motykę za jednego z czołowych realizatorów ukraińskiej polityki historycznej i apologetę OUN i UPA.
Jego książka o rajdach UPA w Czechosłowacji zdobyła uznanie za opisanie mało znanego fragmentu historii. Jego inna publikacja pt. „Ставлення ОУН до євреїв: формування позиції на тлі катастрофи” („Stosunek OUN do Żydów: formowanie stanowiska na tle katastrofy”) została skrytykowana przez Johna-Paula Himkę, Tarasa Kuryło, Pera Andersa Rudlinga i Grzegorza Rossolińskiego-Liebe. Krytycy uznali książkę za próbę zaprzeczenia zbrodni OUN na Żydach i odrzucenia oskarżeń o antysemityzm tej organizacji. W opinii Kuryły i Himki praca ta w niewielkim tylko stopniu przyczyniła się do poznania historii, natomiast w dużym stopniu do jej wypaczenia. Jednak, jak uznano, zawiera ona ciekawy materiał, który może stać się podstawą do dalszych dyskusji nad stosunkiem OUN i UPA do Żydów.
W książce „Друга польсько-українська війна. 1942–1947” („Druga wojna polsko-ukraińska 1942–1947”) W. Wjatrowycz zaprezentował swoją interpretację polsko-ukraińskiego konfliktu w latach 1939–1947, w tym rzezi wołyńskiej i czystki etnicznej w Małopolsce Wschodniej. Książka spotkała się z krytyką historyków: Ihora Iljuszyna, Andrija Portnowa, Grzegorza Motyki, Andrzeja Zięby, Pera Andersa Rudlinga, Grzegorza Rossolińskiego-Liebe, Andrzeja Leona Sowy i Grzegorza Hryciuka. Recenzenci zarzucili autorowi, że posługując się terminem „wojna” dla opisu stosunków polsko-ukraińskich, podjął próbę ukrycia zbrodniczości ludobójczej czystki etnicznej dokonanej przez OUN i UPA na Polakach. Według Motyki i Portnowa, Wjatrowycz usiłował dowieść, że nie było rozkazu Prowodu OUN o eksterminacji polskiej mniejszości a zabójstwa były spontanicznym wystąpieniem ukraińskich chłopów, sprowokowanych przez Polaków. Motyka uznał, że Wjatrowycz osiągnął ten cel za pomocą retorycznych sztuczek i przemilczania niewygodnych faktów. Według Zięby książka ta jest pełna przemilczeń i fałszerstw wprowadzających czytelnika w błąd, mając na celu „rozgrzeszenie” OUN-UPA i skonsolidowanie Ukraińców wokół nacjonalistycznej mitologii. Także G. Hryciuk uważa, że wersja wydarzeń przedstawiona w książce jest „kłamliwa”. Andrzej L. Sowa i Per A. Rudling odmówili jej jakiejkolwiek wartości naukowej. Rudling traktuje „Drugą wojnę polsko-ukraińską 1942–1947” wyłącznie jako obiekt badań „skrajnie prawicowego rewizjonizmu i negacjonizmu”.
Per Anders Rudling uważa instytucję, którą W. Wjatrowycz kierował (Centrum Badań Ruchu Wyzwoleńczego), za „przybudówkę OUN”. Franziska Bruder opowiada się za bojkotowaniem go przez świat naukowy. Znalazł się w grupie parlamentarzystów, którzy wykonali do mediów społecznościowych ultranacjonalistyczny utwór "Ojciec nasz Bandera, Ukraina matka" chwalący Stepana Banderę w parlamencie.